# Нарымский округ
Нарымский округ (до августа 1932 Северный округ) — административное образование в составе Западно-Сибирского края и Новосибирской области, существовавшее с 26 мая 1932 года до 13 августа 1944 года.
Образовано постановлением Запсибкрайисполкома. Административным центром округа стал рабочий посёлок (с 1938 года — город) Колпашево.
В округ вошли районы: Александровский, Каргасокский, Колпашевский, Кривошеинский, Чаинский. В декабре 1932 г. образован и включен в состав Нарымского округа Тымский район. В ноябре 1935 года в Нарымский округ были включены вновь образованные Бакчарский и Парабельский районы. В июне 1939 в него вошли также вновь образованные Васюганский, Верхнекетский, Молчановский, Парбигский и Пудинский районы.
В 1937 году Нарымский округ вошёл в состав новообразованной Новосибирской области.
13 августа 1944 года была образована Томская область, в которую среди других были включены и районы, входившие в состав Нарымского округа, а сам округ был упразднён.
По данным переписи населения 1939 года, в округе проживало 243,2 тыс. чел., в том числе русские — 85,5 %; украинцы — 4,5 %; народы Севера — 2,6 %; белорусы — 1,9 %; татары — 1,2 %.